# ریکو فوجیتا
ریکو فوجیتا (انگلیسی: Riko Fujita؛ زادهٔ ۲۹ سپتامبر ۱۹۹۷) بازیکن فوتبال اهل ژاپن است.